# Acabaria confusum
Acabaria confusum är en korallart som beskrevs av Moroff 1902. Acabaria confusum ingår i släktet Acabaria och familjen Melithaeidae. Inga underarter finns listade i Catalogue of Life.